# 김희선 (1875년)
김희선(金羲善, 1875년~1950년 양력 9월 29일)은 대한제국의 군인이며 일제강점기의 관료이다. 대한민국 임시정부 군무부 차장을 잠시 지냈으나 친일파로 변절하였음이 밝혀져 독립유공자 서훈을 취소당했다.

## 생애
평안남도 강서군 태생이다. 일본육군사관학교에 유학하여 1899년 노백린 등과 함께 제11기로 졸업하였다. 1901년 4월 기병 참위로 임관하였으며, 이후 1907년에는 군부 기병과장이 되기도 하였다. 1907년 일제가 대한제국 군대를 해산하자 항전을 주도했다. 대한제국의 군인들은 1907년 대한제국 군대 해산 이후 대거 독립운동에 뛰어드는데, 그도 중국으로 망명을 꾀하다가 강제로 귀국당했다. 이후 조선총독부의 회유로 1913년 평남 개천군 군수, 1915년 평남 안주군 군수에 임명되어 총독부 관리를 지냈다.
1919년 안주군수 재직시 3·1 운동이 일어나자 상하이로 망명했다. 두 번째로 독립운동에 뛰어든 셈이었다. 일본육사 출신으로 군사 전문가인 김희선을 임시정부는 군무부 차장에 임명하고 임시정부 육군무관학교 교장, 군무총장 대리 등으로 군사 부문에 중용했다. 임시정부 의정원 의원으로도 활동했으나, 그의 망명이 미리 계획된 것이며 일종의 스파이로서 임시정부에 잠입한 것으로 보는 시각도 있다.
그러다가 1922년에 다시 변절하여 전향하였다. 이때 임시정부 측은 대단한 배신감을 느낀 듯 기관지인 《독립신문》을 통해 "돼지", "송장놈", "죽은 개" 등 원색적인 표현을 사용하여 그를 비난했다. 이후 국내에 머물면서 1928년 일본 정부로부터 쇼와대례기념장을 받았다. 기록에 따르면 이희간이 일본 육사 출신의 독립운동가인 류동렬과 김희선을 상대로 한 귀순 공작에 들어갔을 때 류동렬은 거부했고 김희선은 투항한 것으로 알려져 있다. 1919년부터 1921년까지 조선총독 사이토 마코토와 세 차례 면회한 기록도 있다. 광복 후 월남하여 서울에 머물다가 한국 전쟁 기간 중 사망했다.

## 사후
오랫동안 김희선의 친일 행적 부분이 밝혀지지 않아 임시정부에서의 활동에 의거하여 독립유공자로 대통령 표창을 받았고 1980년에는 건국훈장 국민장도 추서받았다. 특히 1920년대 무장 독립운동을 벌이다가 일본군과의 전투 중 전사했다는 잘못된 자료를 근거로 손자까지 독립유공자 연금을 수령했다. 잘못된 기록이 발생한 까닭은 김희선의 손자가 연금 수령 기간의 연장을 위해 조부의 사망날짜를 의도적으로 조작했기 때문인 것으로 추정된다.
1996년 대한민국 국가보훈처가 독립유공자 5명의 공적이 허위이거나 친일 혐의가 있는 것을 밝혀냈을 때 서춘, 박연서, 장응진, 정광조와 함께 명단에 포함되어 서훈은 취소당했다.
2002년 발표된 친일파 708인 명단과 2008년 민족문제연구소가 정리한 친일인명사전 수록예정자 명단에 모두 선정되었다. 페미니스트 소설가 김명순은 그의 형 김희경의 서녀였다.